# Frieze-Teppich

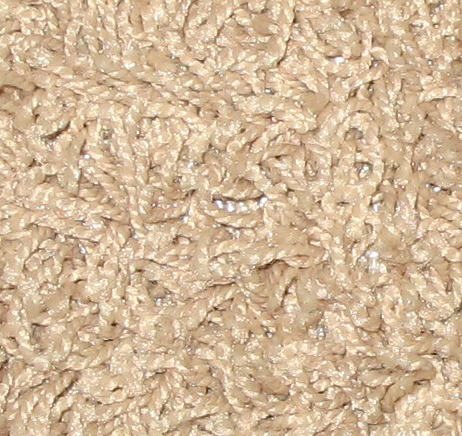
Muster eines Frieze-Teppichs

Frieze-Teppich ist eine Teppichart, die aus stark gekräuselten Garnen hergestellt ist. Häufig findet man auch die englische Bezeichnung California cable oder Short shag für diese Art von Teppich. Der Frieze-Teppich gehört zur Kategorie der Cut-Pile-Teppiche (geschnittener Pol) und zeichnet sich besonders durch sein interessantes optisches Erscheinungsbild und seine lange Lebensdauer aus.

## Erscheinungsbild
Ein typischer Frieze-Teppich weist ein unverkennbares äußeres Erscheinungsbild auf. 
Die einzelnen Garne, aus denen sich der Teppich zusammensetzt, sind völlig individuell und neigen dazu sich an der Teppichoberfläche in verschiedene Richtungen zu legen. Anders als bei vielen anderen Teppichen stehen die Garnbüschel nicht eng zusammengepresst, sondern luftig zueinander, so dass man im Grunde auf den Seiten des Garns, anstatt wie oft üblich auf den Enden der Garnköpfchen spaziert. Dadurch entsteht ein inhomogenes und sehr informelles Design, das den charakteristischen Look des Frieze-Teppichs ausmacht. 
Auf Grund der hohen Drehung des Garns finden sich in Frieze-Teppichen eher selten komplexe Muster oder Dessins, da die Garndrehung verhindert, dass eine permanent gleichbleibende Oberflächenstruktur existiert. Dies ist jedoch gewollt, da gerade die ständige Transformation den Reiz des Frieze-Teppichs ausmacht. Elementare und einfache Muster können jedoch auch in Frieze-Teppichen umgesetzt werden. 
Um mehr Struktur in Frieze-Teppichen zu erzeugen, verwenden viele Hersteller komplementäre, mehrfarbige Garne und erreichen dadurch sehr nuancenreiche und visuell ansprechende Teppiche. Der Farbgebung ist generell keine Grenze gesetzt und man findet Frieze-Teppiche in mannigfachen Farbvarianten, wobei allerdings bei den Konsumentenwünschen ein evidenter Trend zu erdigen Tönen erkennbar ist.

## Herstellung
Für Frieze-Teppiche muss zunächst eine hohe Drehung im Garn erzeugt werden. Um zu verstehen, wie dies geschieht, muss man zum primären Schritt der Teppichherstellung zurückgehen.
Teppiche werden meist aus Chemiefasern erzeugt. Diese Chemiefasern entstehen aus Kunststoffgranulat, das in Extrudern aufgeschmolzen, vergleichmäßigt und weiterbefördert wird, bis es nach einigen weiteren Zwischenschritten durch kleine feinste Spinndüsen gedrückt wird, wo dann Filamente entstehen. Um den Filamenten einen Zusammenhalt zu verleihen, erhalten sie auf Zwirnmaschinen einen Drall, indem sie umeinander gedreht werden. Der Drall, der dem Garn dann verliehen wurde, wird in T/m (Touren pro Meter) angegeben, also als Drehungen des Fadens je Meter. Echtes Friezegarn weist eine hohe Drehung im Garn auf, die bei ca. 7 bis 9 Drehungen pro inch liegt. Im Vergleich dazu haben die meisten anderen Teppichstile eine geringere Drehung von etwa 3,5 bis 5 Drehungen pro inch.
Bei Teppichgarnen kommt zur Erzeugung des Friezes eine Stauchkammer zum Einsatz. Stauchkammern wie zum Beispiel die Twinrollbox (TRB) sind heute das üblichste Verfahren zur Friezeerzeugung. In den Stauchkammern wird das Garn durch spezielle Techniken so verformt, dass die für Frieze typische Kräuselung entsteht. Nach der Formgebung durch die Stauchkammer wird das Frieze in einem komplexen Heatsetting-Verfahren in einer Garnveredelungsanlage fixiert, damit seine Form erhalten bleibt.
Garne, die zwar durch eine Stauchkammer, wie die TRB behandelt wurden, aber originär keine hohe Drehung aufweisen, bezeichnet man als texturiertes Garn oder häufig engl. textured yarn. Weisen Garne keine Kräuselung auf, spricht man von Straight. Garne mit einer Polhöhe von mehr als drei Zentimeter bezeichnet man als Shaggy.

## Verwendung und Einsatzmöglichkeiten
Im Textilbranche unterscheidet man im Teppichbereich grundsätzlich zwischen zwei verschiedenen Absatzmärkten: dem Groß- (engl. commercial market) und Einzelhandel (engl. residential market). Erster umfasst alle gewerblichen und öffentlichen Kunden, wie beispielsweise Unternehmen, Flughäfen, Ämter, Schulen oder Krankenhäuser. Letzter hingegen setzt seinen Fokus auf private Konsumenten in Häusern und Wohnungen. 
Da Frieze-Teppiche besonders empfehlenswert für den Einsatz in Bereichen sind, wo viel Laufverkehr stattfindet und eine hohe Frequenz an Menschen herrscht, sind diese vor allem für den kommerziellen Markt geeignet. Die physikalischen Eigenschaften des Frieze-Teppichs prädestinieren ihn geradezu für eine intensive Nutzung. Der bereits erwähnte hohe Twist des Garns sorgt dafür, dass die Teppiche nicht in Kürze abflachen und kein stumpfes Erscheinungsbild bekommen. Wegen der Inhomogenität von Frieze-Teppichen sind die an stark frequentierten Orten unvermeidliche Verschmutzungen und auftretenden Fußabdrücke auch weniger sichtbar. Da Frieze-Teppiche sehr häufig aus Polyamidfasern hergestellt werden, weisen sie eine extreme Widerstandsfähigkeit und Lebensdauer auf. Polyamidfasern ermöglichen eine gute Rückfederung, eine hohe Effizienz in der Reinigung, eine gute Abriebresistenz und sind sowohl sehr schmutzabweisend als nach spezieller Behandlung auch feuerfest.
Diese physikalischen Vorzüge, aber vor allem auch der optisch faszinierende Stil von Frieze-Teppichen, haben dazu geführt, dass er im Privatbereich zu einem äußerst beliebten Teppich geworden ist. Im Privatbereich sind Frieze-Teppiche oft noch etwas lockerer und länger gearbeitet und der hohe Twist des Garns sorgt für ein sehr angenehmes Gefühl unter den nackten Füßen. Diese luxuriöse, ungezwungene und sinnliche Aura des Teppichs machten ihn ab den 1990er Jahren, von Kalifornien ausgehend sehr beliebt und gerade im 21. Jahrhundert erlebt der Frieze-Teppich eine erneute Renaissance. „Frieze is to carpet as Jazz is to music,“ kann man in der Marketingkampagne eines Herstellers lesen.

## Analogien
Eine moderne Legende besagt, dass sich der Begriff des Friezes von der Hunderasse Bichon Frisé ableitet. Das mag daher kommen, dass Frieze-Teppiche aussehen wie das gekräuselte Fell dieser Hunderasse. Die Rasse gelangte in den 1930er Jahren in Frankreich zu großer Beliebtheit. Ihr Name bedeutet so viel wie gekräuselter Schoßhund. 
Die Hunderasse und der Teppich teilen sich aber lediglich die gleiche Wortbedeutung, hängen also ansonsten miteinander nicht zusammen. Das französische Wort frisé bedeutet so viel wie kraus oder lockig und wurde wohl daher als Bezeichnung für den gekräuselten Teppich gewählt.